# Стадион Аламодоум
Стадион Аламодоум (енгл. Alamodome) је вишенаменски стадион у граду Сан Антонио, Тексас, САД. Објекат је отворен 15. маја 1993. године, а изграђен је по цени од 186 милиона долара.
Вишенаменски објекат је имао за циљ да повећа конгресни саобраћај у граду и привуче професионалну фудбалску франшизу. То је такође умирило захтеве Сан Антонио Спарса за већом ареном. Спарси су играли у Аламодому деценију, а затим су постали разочарани објектом и убедили округ Бекар да изгради нову арену за њих, која се сада зове АТ&Т центар. Редовни закупци Аламодоума су тренутно УТСА Родранерси. Недавни закупци укључују Сан Антонио командерсе из Савеза америчког фудбала и Сан Антонио талонс из Арена фудбалске лиге.
Стадион је више пута реновиран. Градско веће је 2005. године потрошило 6,5 милиона долара за реновирање а у 2007. години још 8,3 милиона долара за побољшање објеката на стадиону.

### Конкакафов златни куп
Током Конкакафовог златног купа 2017. овај стадион је био један од стадиона на којима су се играле фудбалске утакмице. Укупно 2 утакмице у групи Ц..
| № | Датум          | Репрезентације     | Резултат | Златни куп  | Гледалаца |
| - | -------------- | ------------------ | -------- | ----------- | --------- |
| 1 | 16. јул 2017.  | Јамајка – Салвадор | 1 – 1    | Групна фаза | 44.232    |
| 2 | 16. јул 2017 . | Курасао – Мексико  | 0 : 2    | Групна фаза | 44.232    |

### Фотографије стадиона
- Стадион
- Спољни зид стадиона
- Кошаркашки турнир